# 2020年イギリスグランプリ
2020年イギリスグランプリ（英: 2020 British Grand Prix）は、2020年のF1世界選手権第4戦として、2020年8月2日にシルバーストン・サーキットで開催された。
正式名称は「Formula 1 Pirelli British Grand Prix 2020」。

## レース前
新型コロナウイルス感染症の世界的流行による影響
本レースは本来7月19日に第12戦として開催される予定であったが、新型コロナウイルス感染症の世界的流行により日程が見直された。5月22日にイギリス政府から感染拡大の防止策として6月8日から外国からの入国者に対し2週間の自己隔離が義務付けられることになり、当初はF1関係者が隔離免除の対象となっていなかったため一時は開催が危ぶまれたが、その後免除の対象とされたため開催が可能となった。新たに発表された序盤8戦の日程では開催日が変更されて第4戦となり、シルバーストン・サーキットで次戦70周年記念グランプリと2週連続の開催となった。
7月30日、レーシング・ポイントのセルジオ・ペレスが新型コロナウイルス感染症の検査の結果陽性であることが判明。F1ドライバーで初の感染者となった。ペレス及びペレスの担当スタッフは自己隔離され、本レースの欠場が決まった。
タイヤ
本レースでピレリが持ち込むドライ用タイヤのコンパウンドはハード（白）：C1、ミディアム（黄）：C2、ソフト（赤）：C3の硬めの組み合わせで、同じサーキットで行われる次戦70周年記念グランプリとは異なるセットとした。
サーキット
トラックリミット規則の厳格化を目指すFIAは、ターン9（コプス）とターン15（ストウ）のコーナー出口で黒白の縁石の外側を走行したドライバーに対し、ラップタイムを抹消することを全チームに通達した。

## エントリー
レーシング・ポイントはセルジオ・ペレスの欠場に伴い、前年をもってF1から離れていたニコ・ヒュルケンベルグをペレスの代走として起用することになった。ヒュルケンベルグはフォース・インディア時代の2016年以来4年ぶりの古巣復帰となる。

## フリー走行
FP1（金曜午前）
涼しい気候のシルバーストン・サーキットでは珍しく高温の気温29度、路面温度38度、ドライコンディションで行われた。セッション開始を前にメルセデスはルイス・ハミルトンのMGU-Kを2基目に交換した。なお、年間最大基数の範囲内であるためグリッド降格ペナルティは科されない。開始から20分頃、アントニオ・ジョヴィナッツィ（アルファロメオ）が派手にスピンしてタイヤのトレッドが剥離して破片を撒き散らしたことで、セッションは12分間中断した。セバスチャン・ベッテル（フェラーリ）はインタークーラーの異常により2周を走るのみに終わる。トップタイムはマックス・フェルスタッペン（レッドブル）の1分27秒422で、0.47秒差の2番手にハミルトン、レーシング・ポイントのランス・ストロールが3番手につけている。セルジオ・ペレスの代走として急遽レーシング・ポイント RP20を走らせるニコ・ヒュルケンベルグは9番手であった。
FP2（金曜午後）
午前のFP1から気温がさらに上がり34度、路面温度49度のドライコンディションで行われた。序盤はメルセデス勢とレッドブル勢が上位4台を占めるが、レッドブルのドライバー2人は低速コーナーでのアンダーステア傾向を訴えた。開始30分を過ぎたところでストロールがソフトタイヤで1分27秒274を出してトップタイムを記録した。開始から44分、ストロールに次ぐ2番手タイムを出していたアレクサンダー・アルボン（レッドブル）がストウでバランスを崩してガードレールにクラッシュし、マシン左側を大破した。アルボンは自力でマシンを降りたものの、衝撃が大きかったためメディカルカーで搬送された。このクラッシュで赤旗が出され、11分間中断した。再開後は各車ともロングランに取り掛かったが、ソフトタイヤでは摩耗が激しかったことから、次第にミディアムタイヤやハードタイヤでのロングラン走行へ移行していった。FP1はインタークーラーの問題により2周しか走行できなかったベッテルはペダルの交換が必要となり、走行時間をさらに失って18番手に終わった。
FP3（土曜午前）
アルファタウリはFP3を前にダニール・クビアトとピエール・ガスリーの2台ともギアボックスを交換した。クビアトは前戦ハンガリーGPを12位で完走した後、ギアボックスに問題が起きていることが判明。レース週末の土曜日と日曜日に搭載するギアボックスは最低でも6戦連続で使用する必要があるが、クビアトは6戦以内であったため5グリッド降格となった。なお、ガスリーも同GPでギアボックスの問題が発生したが、リタイアしたためペナルティの対象にはならない。セッションは前日より涼しい気温19度、路面温度31度のドライコンディションで行われた。アルボンのマシンはフロアが外された状態でメカニックが作業していたことから大幅に出遅れ、コースインできたのは終了15分前であった。このセッションはバルテリ・ボッタスが1分25秒873でトップタイム、ハミルトンが1分26秒011で2番手とメルセデス勢が1-2位を独占し、フェルスタッペンが1分26秒173で3番手に続く。前日ほとんど走れなかったベッテルはアルボンに続く14番手に沈んだ。

## 予選
2020年8月1日 14:00 BST(UTC+1)
- 気温22度、路面温度38度、ドライコンディション[24]

ルイス・ハミルトンがコースレコードで3戦連続のポールポジションを獲得した。チームメイトのバルテリ・ボッタスはハミルトンに0.3秒差の2番手で、メルセデスがフロントローを独占した。メルセデス勢に続く3番手を獲得したのはマックス・フェルスタッペン（レッドブル）だったがハミルトンに1秒以上の差を付けられ、改めてメルセデスの圧倒的な速さが目立つ結果となった。ジョージ・ラッセル（ウィリアムズ）は3戦連続でQ2進出を果たしたが、Q1の終盤においてチームメイトのニコラス・ラティフィがターン7でスピンした際に出されたダブルイエローフラッグを無視したことで審議対象となり、5グリッド降格のペナルティが科された。

### 予選結果
| 順位                | No. | ドライバー                   | コンストラクター                   | Q1       | Q2       | Q3       | Grid |
| ------------------- | --- | ---------------------------- | ---------------------------------- | -------- | -------- | -------- | ---- |
| 1                   | 44  | ルイス・ハミルトン           | メルセデス                         | 1:25.900 | 1:25.347 | 1:24.303 | 1    |
| 2                   | 77  | バルテリ・ボッタス           | メルセデス                         | 1:25.801 | 1:25.015 | 1:24.616 | 2    |
| 3                   | 33  | マックス・フェルスタッペン   | レッドブル-ホンダ                  | 1:26.115 | 1:26.144 | 1:25.325 | 3    |
| 4                   | 16  | シャルル・ルクレール         | フェラーリ                         | 1:26.550 | 1:26.203 | 1:25.427 | 4    |
| 5                   | 4   | ランド・ノリス               | マクラーレン-ルノー                | 1:26.855 | 1:26.420 | 1:25.782 | 5    |
| 6                   | 18  | ランス・ストロール           | レーシング・ポイント-BWTメルセデス | 1:26.243 | 1:26.501 | 1:25.839 | 6    |
| 7                   | 55  | カルロス・サインツ           | マクラーレン-ルノー                | 1:26.715 | 1:26.149 | 1:25.965 | 7    |
| 8                   | 3   | ダニエル・リカルド           | ルノー                             | 1:26.677 | 1:26.339 | 1:26.009 | 8    |
| 9                   | 31  | エステバン・オコン           | ルノー                             | 1:26.396 | 1:26.252 | 1:26.209 | 9    |
| 10                  | 5   | セバスチャン・ベッテル       | フェラーリ                         | 1:26.469 | 1:26.455 | 1:26.339 | 10   |
| 11                  | 10  | ピエール・ガスリー           | アルファタウリ-ホンダ              | 1:26.343 | 1:26.501 |          | 11   |
| 12                  | 23  | アレクサンダー・アルボン     | レッドブル-ホンダ                  | 1:26.565 | 1:26.545 |          | 12   |
| 13                  | 27  | ニコ・ヒュルケンベルグ       | レーシング・ポイント-BWTメルセデス | 1:26.327 | 1:26.566 |          | 13   |
| 14                  | 20  | ケビン・マグヌッセン         | ハース-フェラーリ                  | 1:27.158 |          |          | 14   |
| 15                  | 99  | アントニオ・ジョヴィナッツィ | アルファロメオ-フェラーリ          | 1:27.164 |          |          | 15   |
| 16                  | 7   | キミ・ライコネン             | アルファロメオ-フェラーリ          | 1:27.366 |          |          | 16   |
| 17                  | 8   | ロマン・グロージャン         | ハース-フェラーリ                  | 1:27.643 |          |          | 17   |
| 18                  | 6   | ニコラス・ラティフィ         | ウィリアムズ-メルセデス            | 1:27.705 |          |          | 18   |
| 19                  | 26  | ダニール・クビアト           | アルファタウリ-ホンダ              | 1:26.774 | 1:26.744 |          | 19 1 |
| 20                  | 63  | ジョージ・ラッセル           | ウィリアムズ-メルセデス            | 1:26.732 | 1:27.092 |          | 20 2 |
| 107% time: 1:31.807 |     |                              |                                    |          |          |          |      |
| ソース:             |     |                              |                                    |          |          |          |      |

追記
- ^1 - クビアトはFP3で6戦以内のギアボックス交換を行ったため5グリッド降格[21][29]
- ^2 - ラッセルはQ1においてターン7でダブルイエローフラッグを無視したため、5グリッド降格及びペナルティポイント3点が加算された（合計3点）[26][30]

## 決勝
2020年8月2日 14:10 BST(UTC+1)
結果だけ見れば、ルイス・ハミルトンが3戦連続のポール・トゥ・ウィンに、2年連続ホームグランプリ制覇で幕を閉じた。

### 展開
レコノサンスラップが開始されガレージからマシンが出ていくが、代役で参戦したニコ・ヒュルケンベルグ（レーシングポイント）のマシンにトラブルが発生。修理作業に取り掛かるが間に合わずレース出走を断念した。後にチームからギアボックストラブルでエンジンの始動ができなかったと発表された。
タイヤ選択はハードタイヤでのスタートはおらず、11番手以降はミディアムタイヤを選択。Q3進出組も半数がミディアムタイヤでスタートすることに成功し、ソフトタイヤでのスタートはQ3進出者の数台のみとなった。
オープニングラップではバルテリ・ボッタス（メルセデス）が一時的に首位へ浮上するが、ルイス・ハミルトン（メルセデス）がすぐに奪還してそのまま首位をキープ。セクター1と2では接触は起きなかったが、セクター3でもある最終コーナーでは、アレクサンダー・アルボン（レッドブル）とケビン・マグヌッセン（ハース）が接触。コース外にはじき出されたマグヌッセンのマシンがランオフエリアで止まったことで、セーフティカーが出動した。後に、この接触に関してはアルボンに5秒のタイム加算ペナルティが出された。
6周目にレースが再開。ハミルトンはうまくリスタートを決めトップをキープ。DRSが使用可能になった8周目には、ハミルトンは独走態勢に入り、ボッタスとのギャップを開きにかかった。タイム的に見ても、メルセデス勢が1分29秒前半のペースで圧倒。3番手のマックス・フェルスタッペン（レッドブル）は1分29秒後半、4番手のシャルル・ルクレール（フェラーリ）も1分30秒台で走り、5番手以下のペースと比較すれば速いのだが、このわずかな差は大きく、2台はメルセデス勢にジリジリと離されていく。トップ2が早々と隊列から抜け出し、フェルスタッペンはペースを維持して単独走行へ突入。ルクレールは3台についていけないが、5番手以下には少しずつ差を広げるペースを発揮。その5番手以下の入賞圏内が比較的各車の間隔が近いままとなり、11番手以降が遅れだす展開となった。
そんな中、19番手スタートから12番手までポジションを上げていたダニール・クビアト（アルファタウリ）が12周目のターン11でスピンし激しくクラッシュ。当初クビアトも含め何らかの運転ミスかと思われたが、リアタイヤに何らかのトラブルが発生したことが示唆され、レース後に詳細が判明した。これにより、このレース2度目のセーフティカーが出動した。これを見て、6番手を走っていたダニエル・リカルド（ルノー）を先頭に各車がピットイン。上位陣は翌周のピットインとなったが順位が大きく変わることはなく、ピットに入らず勝負に出たロマン・グロージャン（ハース）が他車のピットインの影響で5番手に浮上。彼以外は全車がハードタイヤを装着した。
19周目にリスタート。ここでもうまくハミルトンがスタートを決めたためトップ4の順位変動は起きず、再びセーフティカー前と同等のペースを発揮して4台は隊列から抜け出す。その後方で激しい順位変動はあるが、表彰台には影響することはなかった。大きな動きとしては14番手からポジションを上げていくことができていなかったアルボンが、31周目に5秒のペナルティを消化したうえでミディアムタイヤへと交換。グロージャンは限界が来てピットインしタイヤ交換義務を消化。しかしピット作業に時間がかかり最後尾の17番手まで落ちた。アルボンはタイヤ交換が功を奏してペースアップに成功。一方でクビアトの出来事以降はハプニングはなく、レース自体は淡々と進んだ。
このままレースが終わるかと思われたが、49周目、キミ・ライコネン（アルファロメオ）がセクター2でコーナリング中にフロントウイングが脱落するハプニングに見舞われた。クビアトの事故も含め、大きめのパーツはランオフエリアへ落下したが、細かなデブリがセクター2に散乱したことと2度目のセーフティカー以降大半のマシンがタイヤ交換しなかったことが思わぬ波乱を巻き起こす。
50周目、2位を走っていたボッタスに異変が発生。左フロントタイヤがパンクし、不幸なことにターン1付近でパンクしたためにほぼ1周をスロー走行してピットに戻る形となり、大幅に順位を下げた。これで2位がほぼ確定したフェルスタッペンは残り2周でピットインしソフトタイヤに交換、ファステストラップを狙いにいった。
しかし最後まで波乱は続く。52周目に入り、5番手にいたカルロス・サインツJr.（マクラーレン）がセクター3でパンクしてしまい、そのままピットレーンへ直行し、無念のノーポイントで終わった。さらにトップを走っていたハミルトンも、最終ラップのセクター1通過中に左フロントタイヤのスローパンクチャーが発生しタイヤが破損。半周以上スロー走行を強いられる状況に陥ったが、そのままフィニッシュを目指すしかなかった。手負いのハミルトンは、フェルスタッペンを何とか振り切ってトップでフィニッシュしたが、ソフトタイヤに交換したフェルスタッペンが狙い通りにファステストラップを記録したためグランドスラム達成はならなかった。猛然と追い上げたフェルスタッペンはファステストラップのボーナスポイントを記録したものの、ハミルトンを抜くまでには至らず、2位でレースを終えた。
レース中盤までの展開からメルセデス圧勝かと思われたが、まさかのタイヤトラブルでワンツーフィニッシュを失い、勝利も失いかけるという波乱が待っていた。結果的にはフェルスタッペンの残り2周でのピットインによりハミルトンが勝利する形となったため、レッドブルのファステスト狙いの判断に対して評価が分かれ、いわばコップの水理論という状況となった。チーム側はタイヤが限界を迎え、デブリで少なくないダメージを負っていたため、2位の確保を優先したと主張。実際、ピレリ側も回収したタイヤの摩耗は激しかったとコメントしており（後述）、仮にパンクでノーポイントとなれば上位との差がさらに開き、ランキングでランド・ノリス(マクラーレン)とルクレールに逆転されるため、レッドブルの判断は真っ向から否定することもできなかった。とはいえ、フェルスタッペンが今季1勝目を挙げられたチャンスや理論上ハミルトンをパスできた可能性はあった。

### レース後
この日優勝したルイス・ハミルトンと共に表彰台に立ち、コンストラクターズ・トロフィーを受け取ったメルセデスAMG F1のエンジニアはディディエ・ピローニの息子ジルであった。
タイヤサプライヤーのピレリによるレース直後の見解では、パンクが多発した原因についてタイヤの摩耗が激しかった説とライコネンのマシンから出たデブリでパンクが起きた説を認めており、緊急でタイヤの分析と調査が行われた。そして、決勝終盤に多発したピレリタイヤのパンク原因の暫定の検証結果が発表された。元々、ピレリが考えるタイヤ戦略においてはハードタイヤの走行は最大34周と考えられており、セーフティーカー中の周回数を考慮しても大半のマシンがその周回数を越えている状況であった。そのため、主な原因はタイヤの負担が大きいシルバーストンと相まって、ハードタイヤで想定以上の長い距離を走行したことでタイヤの破壊を招いたとしている。その背景として、タイヤの設計自体が2020年仕様ではなく2019年仕様であったため、シーズン前の段階でタイヤ自体が2020年用F1マシンが生み出すダウンフォースによる荷重に耐えられるかが不安要素になっていた。そのため、今回はタイヤに対して相対的にF1史上最も大きなタイヤの負荷が発生したことが影響したことや、2020年仕様であればパンクを回避できた可能性があるというコメントを発表した。また、8月6日付けでクビアトのタイヤトラブルの原因も判明し、クビアトの件はホイールリム内側のオーバーヒートによってタイヤの破損につながったのが要因であり、タイヤの問題ではなかったと発表された。

### レース結果
| 順位    | No. | ドライバー                   | コンストラクター                   | 周回数 | タイム/リタイア原因 | Grid | Pts.  |
| ------- | --- | ---------------------------- | ---------------------------------- | ------ | ------------------- | ---- | ----- |
| 1       | 44  | ルイス・ハミルトン           | メルセデス                         | 52     | 1:28:01.283         | 1    | 25    |
| 2       | 33  | マックス・フェルスタッペン   | レッドブル-ホンダ                  | 52     | +5.856              | 3    | 19 FL |
| 3       | 16  | シャルル・ルクレール         | フェラーリ                         | 52     | +18.474             | 4    | 15    |
| 4       | 3   | ダニエル・リカルド           | ルノー                             | 52     | +19.650             | 8    | 12    |
| 5       | 4   | ランド・ノリス               | マクラーレン-ルノー                | 52     | +22.277             | 5    | 10    |
| 6       | 31  | エステバン・オコン           | ルノー                             | 52     | +26.937             | 9    | 8     |
| 7       | 10  | ピエール・ガスリー           | アルファタウリ-ホンダ              | 52     | +31.188             | 11   | 6     |
| 8       | 23  | アレクサンダー・アルボン 1   | レッドブル-ホンダ                  | 52     | +32.670             | 12   | 4     |
| 9       | 18  | ランス・ストロール           | レーシング・ポイント-BWTメルセデス | 52     | +37.311             | 6    | 2     |
| 10      | 5   | セバスチャン・ベッテル       | フェラーリ                         | 52     | +41.857             | 10   | 1     |
| 11      | 77  | バルテリ・ボッタス           | メルセデス                         | 52     | +42.167             | 2    |       |
| 12      | 63  | ジョージ・ラッセル           | ウィリアムズ-メルセデス            | 52     | +52.004             | 20   |       |
| 13      | 55  | カルロス・サインツ           | マクラーレン-ルノー                | 52     | +53.370             | 7    |       |
| 14      | 99  | アントニオ・ジョヴィナッツィ | アルファロメオ-フェラーリ          | 52     | +54.205 2           | 15   |       |
| 15      | 6   | ニコラス・ラティフィ         | ウィリアムズ-メルセデス            | 52     | +54.549             | 18   |       |
| 16      | 8   | ロマン・グロージャン         | ハース-フェラーリ                  | 52     | +55.050             | 17   |       |
| 17      | 7   | キミ・ライコネン             | アルファロメオ-フェラーリ          | 51     | +1 Lap              | 16   |       |
| Ret     | 26  | ダニール・クビアト           | アルファタウリ-ホンダ              | 11     | スピンオフ          | 19   |       |
| Ret     | 20  | ケビン・マグヌッセン         | ハース-フェラーリ                  | 1      | 接触                | 14   |       |
| DNS     | 27  | ニコ・ヒュルケンベルグ       | レーシング・ポイント-BWTメルセデス |        | パワーユニット      | (13) |       |
| ソース: |     |                              |                                    |        |                     |      |       |

追記
- ^FL - ファステストラップの1点を含む
- ^1 - アルボンはターン18でマグヌッセンと接触し、リタイアさせた件の責任を問われ、5秒ペナルティ（ピットインで消化）及びペナルティポイント2点が加算された（合計3点）[43]
- ^2 - ジョヴィナッツィはセーフティカー走行中に規定された最低所要時間を下回ったため、5秒ペナルティ及びペナルティポイント1点が加算された（合計2点）。5秒ペナルティをピットインで消化しなかったため、レースタイムに5秒加算されて12位から14位に降格した[44]

優勝者ルイス・ハミルトンの平均速度
208.721 km/h (129.693 mph)
ファステストラップ
- マックス・フェルスタッペン - 1:27.097 (52周目)

ラップリーダー
太字は最多ラップリーダー
- ルイス・ハミルトン - 52周 (全周回)

## 第4戦終了時点のランキング
|         | 順位 | ドライバー                 | ポイント |
| ------- | ---- | -------------------------- | -------- |
|         | 1    | ルイス・ハミルトン         | 88       |
|         | 2    | バルテリ・ボッタス         | 58       |
|         | 3    | マックス・フェルスタッペン | 52       |
|         | 4    | ランド・ノリス             | 36       |
| 2       | 5    | シャルル・ルクレール       | 33       |
| ソース: |      |                            |          |

|         | 順位 | コンストラクター                   | ポイント |
| ------- | ---- | ---------------------------------- | -------- |
|         | 1    | メルセデス                         | 146      |
|         | 2    | レッドブル-ホンダ                  | 78       |
|         | 3    | マクラーレン-ルノー                | 51       |
| 1       | 4    | フェラーリ                         | 43       |
| 1       | 5    | レーシング・ポイント-BWTメルセデス | 42       |
| ソース: |      |                                    |          |

- 注：ドライバー、コンストラクター共にトップ5のみ表示。